# میراث (آلبوم)
| بررسی جمعی      | بررسی جمعی |
| منبع            | رتبه‌بندی   |
| --------------- | ---------- |
| انی‌دیسنت‌میوزیک؟ | ۷٫۲/۱۰     |
| متاکریتیک       | ۷۱/۱۰۰     |
| بررسی انتقادی   |            |
| منبع            | رتبه‌بندی   |
| آل‌میوزیک        | [ ۱ ]      |
| بی‌بی‌سی میوزیک   | مثبت       |
| گاردین          | [ ۸ ]      |
| Metal Injection | ۷/۱۰       |
| متال استورم     | ۷٫۸/۱۰     |
| پیچفورک         | ۶٫۹/۱۰     |
| پاپ‌مترز         | ۸/۱۰       |
| Revolver        | [ ۱۳ ]     |
| رولینگ استون    | [ ۱۴ ]     |
| Sputnikmusic    | [ ۱۵ ]     |

میراث (به انگلیسی: Heritage) دهمین آلبوم استودیویی گروه موسیقی پراگرسیو متال سوئدی، اپث، است. این آلبوم در ۱۳ سپتامبر ۲۰۱۱ توسط رودرانر رکوردز منتشر شد. این آلبوم حال و هوای پراگرسیو پراگرسیو راک به خود می‌گیرد و در نتیجه تضاد کاملی با صداهای پراگرسیو دث متال آلبوم‌های گذشته‌شان ایجاد می‌کند.

## درباره
مراحل ضبط آلبوم در اوایل ۲۰۱۱ در محل استودیوهای آتلانتیس استکهلم سوئد انجام شد. میکس آلبوم توسط استیون ویلسون که سابقه همکاری با گروه را از قبل دارد انجام گرفت. با پایان یافتن مراحل میکس، نوازنده کیبرد گروه، پر ویبرگ، به همکاری‌اش با گروه؛ در یک تصمیم دوسویه؛ پایان داد.
جلد آلبوم توسط تراویس اسمیت، که سابقه همکاری با گروه در قبل را دارد، طراحی شده شده است. طرح جلد شامل تصویری از چهره اعضای اپث است، سر اعضای کنونی گروه در بالای درخت و اعضای قبلی گروه نیز به صورت جمجه در زیر درخت قرار دارد و سر پر ویبرگ نیز در حال افتادن از درخت است که اشاره به جدا شدن وی از گروه در این آلبوم است.
در ساخت آهنگ همنام آلبوم؛ کارهای یان یوهانسن، پیانونواز سوئدی، و موسیقی فولک سوئدی بر گروه تاثگذار بود. آهنگ «Slither» به رانی جیمز دیو اهدا شده است که در مراحل ساخت آلبوم مرده بود. آلبوم پس از انتشارش نقدهای خوبی دریافت کرد و در هفته نخست از پخش آن، ۱۹٬۰۰۰ نسخه در ایالات متحده آمریکا به فروش رفت.

## فهرست قطعات
همهٔ ترانه‌ها توسط میکائیل اکرفلت نوشته شده‌است.
| شماره      | نام                                  | مدت   |
| ---------- | ------------------------------------ | ----- |
| ۱.         | «Heritage» (موسیقی سازی)             | ۲:۰۴  |
| ۲.         | «The Devil's Orchard»                | ۶:۳۹  |
| ۳.         | «I Feel the Dark»                    | ۶:۳۷  |
| ۴.         | «Slither»                            | ۳:۵۹  |
| ۵.         | «Nepenthe»                           | ۵:۳۷  |
| ۶.         | «Häxprocess»                         | ۶:۵۷  |
| ۷.         | «Famine»                             | ۸:۳۱  |
| ۸.         | «The Lines in My Hand»               | ۳:۴۸  |
| ۹.         | «Folklore»                           | ۸:۱۷  |
| ۱۰.        | «Marrow of the Earth» (instrumental) | ۴:۱۸  |
| مجموع مدت: | مجموع مدت:                           | ۵۷:۰۴ |

| بونز ترک‌ها | بونز ترک‌ها         | بونز ترک‌ها          | بونز ترک‌ها |
| شماره      | نام                | آهنگساز             | مدت        |
| ---------- | ------------------ | ------------------- | ---------- |
| ۱۱.        | «Pyre»             | اکرفلت، فردریک اکسن | ۵:۳۲       |
| ۱۲.        | «Face in the Snow» |                     | ۴:۰۵       |
| مجموع مدت: | مجموع مدت:         | مجموع مدت:          | ۶۶:۴۱      |